# Бок, Гордон
Гордон Бок (англ. Gordon Bok; род. 31 октября 1939) — фолк-музыкант, автор и исполнитель, родившийся в городе Камден, штат Мэн (США).

## Карьера
Первый альбом Гордона Бока, названный его именем, был спродюсирован Noel Paul Stookey (Paul of Peter, Paul, and Mary) и выпущен в 1965 на Verve Records Folkways imprint (не путать с Folkways Records Moe Asch). Второй альбом, A Tune for November, был выпущен на лейбле Sandy Paton's Connecticut-based Folk-Legacy в 1970. Его сотрудничество с Folk-Legacy продолжалось долгое время, хотя последние работы (с начала 1990-х) выпускались уже на его собственном лейбле, Timberhead Music. Долгое время он был лучше всего известен как часть трио с Ed Trickett и Ann Mayo Muir; втроем они создавали замечательные вокальные гармонии, сопровождавшиеся аккомпанементом Триккета на цимбалах и гитаре и Muir на губной гармонике и флейте.
Бок играет на шестиструнной гитаре (как с металлическими так и с нейлоновыми струнами) и 12-струнной гитаре. Играя на классической гитаре, он сочетает высочайший класс и выразительность латиноамериканской гитарной музыки. Также Бок играет на самодельном инструменте, который называет «cellamba», шестиструнной ладовой виолончели.
Как автор, Бок основывается на жизненном опыте пребывания среди лодочных рабочих залива Мэн. Он вплетает в песни нестройные голоса рыбаков и других тружеников моря, создавая пронзительные по звучанию баллады. Время от времени (особенно в лучших работах 1970-х), он погружается глубоко в пласты морских легенд Северной Атлантики. Оживляя эти селкширские легенды о морских феях и лодочных духах, он обращается к свободным формам, создавая записи типа Seal Djiril’s Hymn, или cantefables (например, «Saben the Woodfitter»), в которых вокальные партии перемежаются длинными фрагментами устного рассказа.
Помимо создания собственных песен — многие из которых («Dillan Bay», «The Hills of Isle au Haut», «Turning Toward the Morning») корнями уходят в фольклор побережья Новой Англии и созданы в рамках его традиции — Гордон Бок активно занимается и собиранием народных песен. В его репертуаре имеются современные песни, написанные его друзьями из Северной Америки, Австралии, и Британских островов, помимо этого он поёт народные песни из Италии, Португалии, Монголии, Латинской Америки и Гэльских Гебрид и многих других уголков земного шара, не замыкаясь на англоязычном фольклоре, которым владеет в совершенстве.

## Дискография

### Сольные альбомы и записи с друзьями
- Gordon Bok (1965)
- A Tune for November (1970)
- Peter Kagan and the Wind (1971)
- Seal Djiril’s Hymn (1972)
- Cold as a Dog and the Wind Northeast: The Spoken Ballads of Ruth Moore (1973)
- Bay of Fundy (1975)
- Another Land Made of Water (1979)
- Jeremy Brown and Jeannie Teal (1981)
- A Rogue’s Gallery of Songs for the 12-String (1983)
- Clear Away in the Morning (1983, a thematic compilation of previously released work)
- Ensemble (1988)
- The Play of the Lady Odivere (1989)
- Return to the Land (1990)
- Schooners (1992)
- North Wind’s Clearing (1995, a thematic compilation of previously released work)
- Neighbors (1996, with Cindy Kallet)
- Gatherings (1998)
- In the Kind Land (1999)
- Dear to our Island (2001)
- Herrings in the Bay (2003)
- Apples in the Basket (2005)
- Gordon Bok in Concert (2006)

### Работы с Ed Trickett и Ann Mayo Muir
- Turning Toward the Morning (1975)
- The Ways of Man (1978)
- A Water Over Stone (1980)
- All Shall Be Well Again (1983)
- Fashioned in the Clay (1985)
- Minneapolis Concert (live album, 1987)
- The First 15 Years (a 2-vol. comp. from earlier recordings, 1990)
- And So Will We Yet (1990)
- Language of the Heart (1994)
- Harbors of Home (1998)

### Участие в записи
- Ed Trickett, Gently Down the Stream of Time
- Ann Mayo Muir, So Goes My Heart
- Margaret MacArthur, The Old Songs (1975)
- Anne Dodson, From Where I Sit
- Cindy Kallet, This Way Home
- The New Golden Ring, Five Days Singing
- The Quasimodal Chorus, The Songs of Jan Harmon